# Cerveja Castello
A Cerveja Castello é uma cerveja italiana fundada em 1997 na província de Udine na Italia

## Historia
A cerveja é produzida desde 1997 pela Sociedade Cerveja Castello S.p.A. - Fábrica Friuliana de Cerveja.
A empresa foi fundada em 1 de Outubro de 1997 em San Giorgio di Nogaro na província de Udine na Itália, comprando uma fabrica de cerveja na mesma localidade da propriedade da cerveja Heineken Italia S.p.A. 
A fábrica, com uma capacidade de produção que chega aos 100 milhões de litros por ano, foi construído em 1983 pela Cerveja Moretti, mais tarde em 1996 a Heineken Italia comprou essa fábrica.
Desde 2006 até aos dias de hoje o grupo possui a propriedade da Cerveja Pedavena.